# Елисеев, Николай Александрович (геолог)
Николай Александрович Елисеев (7 [19] декабря 1897, Самара — 24 июня 1966, Ленинград) — советский геолог-петрограф. Доктор геолого-минералогических наук (1937), профессор (1937), член-корреспондент АН СССР (1953).

## Биография
Родился 19 декабря 1897 года в городе Самара.
В 1924 году окончил Ленинградский государственный университет.
В 1931—1937 годах руководил работами по геологической съёмке Хибинского щёлочного массива, по материалам которой были составлены подробные карты.
В 1938—1947 годах — профессор Ленинградского горного института.
Во время войны был в эвакуации на Северном Кавказе.
С 1947 года — профессор Ленинградского университета, одновременно с 1949 года — сотрудник Лаборатории геологии докембрия АН СССР.
С 1953 года — член-корреспондент АН СССР.
В 1960—1961 годах изучал железные кварциты и докембрий Криворожского железорудного бассейна.
Умер 24 июня 1966 года в Ленинграде.

## Научная деятельность
Один из основоположников структурной петрологии в СССР.

### Научные труды
- Геологическая карта Хибинских тундр. 1939.
- Петрография рудного Алтая и Калбы. М. и Л., 1938 (Петрография СССР. Серия 1. — Региональная петрография, вып. 6).
- Петрология плутона Гремяха-Вырмес Кольский полуостров. Л., 1941 (совм. с А. А. Полкановым).
- Структурная петрология. Л., 1953.
- Методы петрографических исследований. Л., 1956.

## Память
В честь Н. А. Елисеева были названы скалы (скалы Елисеева) в массиве Вольтат Земли Королевы Мод в Антарктиде (открыты и нанесены на карту в 1961 году, названы в 1966 году).

## Награды
- Орден Ленина (1954)[4];
- Медаль «За доблестный труд в Великой Отечественной войне 1941—1945 гг.» (1946)[4];
- Медаль «В память 250-летия Ленинграда» (1953)[4].